# Erwin (Carolina do Norte)
Erwin é uma cidade  localizada no estado norte-americano de Carolina do Norte, no Condado de Harnett.

## Demografia
Segundo o censo norte-americano de 2000, a sua população era de 4537 habitantes.
Em 2006, foi estimada uma população de 4803, um aumento de 266 (5.9%).

## Geografia
De acordo com o United States Census Bureau tem uma área de
10,5 km², dos quais 10,4 km² cobertos por terra e 0,1 km² cobertos por água. Erwin localiza-se a aproximadamente 65 m acima do nível do mar.

## Localidades na vizinhança
O diagrama seguinte representa as localidades num raio de 12 km ao redor de Erwin.